# Ван Тонгерлоо, Гийом
Гийом ван Тонгерлоо (нидерл. Guillaume Van Tongerloo 29 декабря 1933, Meerle, Антверпен — 19 января 2017, Хогстратен, Фламандский регион) — бельгийский профессиональный шоссейный велогонщик в 1957-1967 годах. Участник летних Олимпийских игр 1956 года в командной гонке преследования.

## Достижения
1956
3-й Брюссель — Опвейк
5-й летние Олимпийские игры — командная гонка преследования (трек)
1957
2-й Тур Фландрии U-23
1-й — Этап 7 Велогонка Мира
1-й — Этап 5 Тур Швеции
7-й Чемпионат мира — Групповая гонка (любители)
1958
1-й — Этапы 1b и 5 Тур Болгарии
1959
3-й Бордо — Париж
1961
4-й Схелдепрейс
5-й Льеж — Бастонь — Льеж 
6-й Чемпионат Бельгии — Групповая гонка
8-й Джиро д’Италия — Генеральная классификация
8-й Тур Бельгии — Генеральная классификация
1962
1-й — Этап 2b (КГ) Тур де Франс 
2-й Чемпионат Бельгии — Групповая гонка
2-й Схелдепрейс
3-й Тур Бельгии — Генеральная классификация
1-й — Этап 4а (КГ)
10-й Эшборн — Франкфурт
1963
2-й Схелдепрейс
10-й Вуэльта Испании — Генеральная классификация
1964
5-й Схелдепрейс

## Статистика выступлений

### Гранд-туры
| Гранд-тур                 | 1959 | 1960 | 1961 | 1962 | 1963 | 1964 | 1965 |
| ------------------------- | ---- | ---- | ---- | ---- | ---- | ---- | ---- |
| Джиро д’Италия            | —    | —    | 8    | НФ   | НФ   | —    | —    |
| Тур де Франс              | НФ   | —    | —    | 44   | 45   | 53   | 80   |
| (c 2010 ) Вуэльта Испании | —    | —    | —    | —    | 10   | —    | —    |

| —  | Не участвовал  |
| НФ | Не финишировал |